# Charles Plumier
O padre Charles Plumier (Marseille, 20 de abril de 1646 — Santa Maria, perto de Cádis, 20 de novembro de 1704) foi um botânico e viajante francês.